# Vojislav Ilić
Vojislav Ilić (serbs. Војислав Илић) (ur. 14 kwietnia 1862 w Belgradzie, zm. 21 stycznia 1894 tamże) – pisarz serbski, liryk z początków serbskiej epoki realizmu syn Jovana Ilicia – dramaturga epoki romantyzmu.

## Życiorys
Ożenił się z córką Đury Jakšicia – poety doby romantyzmu. Był uczestnikiem wojny serbsko-bułgarskiej z roku 1885. W roku 1887 rozpoczął pracę jako korektor w Wydawnictwie Narodowym. W roku 1892 został pracownikiem ministerstwa spraw wewnętrznych a rok później otrzymał nominację na wicekonsula Prisztiny, w związku z tym przeniósł się do Kosowa. Z powodu złego stanu zdrowia wkrótce powrócił do Belgradu, gdzie niedługo potem zmarł.

## Twórczość
Był autorem utworów elegijnych o charakterze kontemplacyjnym oraz satyr. Cechą charakterystyczną jego poezji jest opisowość jako reakcja na patetyczną i nacjonalistyczną twórczość romantyków serbskich. Często w jego wierszach pojawiają się odniesienia klasycystyczne.
Opublikowane utwory:
1. Pesme (Poezje) – 1887
2. Pesme (Poezje) – 1889
3. Pesme (Poezje) – 1892